# Mossley AFC
Mossley AFC (celým názvem: Mossley Association Football Club) je anglický fotbalový klub, který sídlí ve městě Mossley v metropolitním hrabství Greater Manchester. Založen byl v roce 1903 pod názvem Park Villa FC. Od sezóny 2018/19 hraje v Northern Premier League Division One West (8. nejvyšší soutěž). Klubové barvy jsou černá a bílá.
Své domácí zápasy odehrává na stadionu Seel Park s kapacitou 4 500 diváků.

## Historické názvy
Zdroj: 
- 1903 – Park Villa FC (Park Villa Football Club)
- 1904 – Mossley Juniors FC (Mossley Juniors Football Club)
- 1909 – Mossley AFC (Mossley Association Football Club)

## Získané trofeje
- Manchester Senior Cup ( 2× )
  - 1971/72, 1976/77
- Manchester Premier Cup ( 5× )
  - 1988/89, 1990/91, 2011/12, 2012/13, 2014/15

## Úspěchy v domácích pohárech
Zdroj: 
- FA Cup
  - 2. kolo: 1949/50, 1980/81
- FA Trophy
  - Finále: 1979/80
- FA Vase
  - Čtvrtfinále: 1996/97, 1999/00, 2002/03

## Umístění v jednotlivých sezonách
Stručný přehled
Zdroj: 
- 1919–1972: Cheshire County League
- 1972–1987: Northern Premier League
- 1987–1993: Northern Premier League (Premier Division)
- 1993–1995: Northern Premier League (Division One)
- 1995–2004: North West Counties League (Division One)
- 2004–2006: Northern Premier League (Division One)
- 2006–2007: Northern Premier League (Premier Division)
- 2007–2018: Northern Premier League (Division One North)
- 2018– : Northern Premier League (Division One West)

Jednotlivé ročníky
Zdroj: 
Legenda: Z - zápasy, V - výhry, R - remízy, P - porážky, VG - vstřelené góly, OG - obdržené góly, +/- - rozdíl skóre, B - body, červené podbarvení - sestup, zelené podbarvení - postup, fialové podbarvení - reorganizace, změna skupiny či soutěže
| Sezóny  | Liga                                         | Úroveň | Z  | V  | R  | P  | VG | OG | +/- | B  | Pozice |
| ------- | -------------------------------------------- | ------ | -- | -- | -- | -- | -- | -- | --- | -- | ------ |
| 2009/10 | Northern Premier League (Division One North) | 8      | 42 | 18 | 11 | 13 | 73 | 67 | +6  | 65 | 7.     |
| 2010/11 | Northern Premier League (Division One North) | 8      | 44 | 14 | 9  | 21 | 75 | 77 | -2  | 51 | 15.    |
| 2011/12 | Northern Premier League (Division One North) | 8      | 42 | 10 | 15 | 17 | 66 | 75 | -9  | 45 | 14.    |
| 2012/13 | Northern Premier League (Division One North) | 8      | 42 | 24 | 8  | 10 | 83 | 48 | +35 | 80 | 5.     |
| 2013/14 | Northern Premier League (Division One North) | 8      | 42 | 13 | 8  | 21 | 73 | 90 | -17 | 47 | 15.    |
| 2014/15 | Northern Premier League (Division One North) | 8      | 42 | 23 | 6  | 13 | 79 | 63 | +16 | 75 | 7.     |
| 2015/16 | Northern Premier League (Division One North) | 8      | 42 | 18 | 6  | 18 | 80 | 76 | +4  | 60 | 13.    |
| 2016/17 | Northern Premier League (Division One North) | 8      | 42 | 14 | 4  | 24 | 67 | 87 | -20 | 46 | 17.    |
| 2017/18 | Northern Premier League (Division One North) | 8      | 42 | 11 | 11 | 20 | 57 | 81 | -24 | 44 | 19.    |
| 2018/19 | Northern Premier League (Division One West)  | 8      | 38 |    |    |    |    |    |     |    |        |